# 哈西本阿卜杜拉
32°01′33″N 5°28′07″E / 32.02583°N 5.46861°E
哈西本阿卜杜拉（阿拉伯语：‎）是阿爾及利亞的城鎮，位於該國東部瓦爾格拉省，由西迪胡維萊德區負責管轄，面積1,672平方公里，海拔高度159米，2008年人口4,950，人口密度每平方公里3人。